# MapR
MapR은 캘리포니아주 샌타클래라에 본사를 둔 비즈니스 소프트웨어 회사였다. MapR 소프트웨어는 A아파치 하둡 및 아파치 스파크와 같은 빅 데이터 워크로드, 분산 파일 시스템, 다중 모델 데이터베이스 관리 시스템 및 이벤트 스트림 처리를 포함하여 단일 컴퓨터 클러스터에서 다양한 데이터 소스에 대한 액세스를 제공하고 분석을 실제 환경에 결합한다. 해당 기술은 상용 하드웨어와 공용 클라우드 컴퓨팅 서비스 모두에서 실행된다. 2019년 8월 재정적 어려움으로 인해 회사의 기술과 지적 재산이 휴렛 팩커드 엔터프라이즈에 매각되었다.

## 같이 보기
- 아파치 소프트웨어 재단
- 빅 데이터
- 빅테이블
- 아파치 하둡
- 맵리듀스
- 아파치 HBase